# Vera Bock
Vera Bock (San Pietroburgo, 4 aprile 1905 – New York, 1973) è stata un'illustratrice russa con cittadinanza statunitense.

## Biografia
Vera Bock nacque a San Pietroburgo nel 1905, figlia di un banchiere statunitense e di una pianista russa. Durante la rivoluzione russa la famiglia Bock emigrò a San Francisco e Vera studiò arte in Svizzera e in Inghilterra.
Bock è nota soprattutto per le sue illustrazioni in libri per bambini, attività con cui esordì nel 1929 curando le immagini per un'edizione de Le avventure dell'ape Maia di Waldemar Bonsels. Nel 1939 disegnò le illustrazioni di un'edizione delle favole di Oscar Wilde, mentre nel 1946 lavorò a un'edizione illustrata de Le mille e una notte.
Durante la grande depressione fu ingaggiata dal Federal Art Project della Works Progress Administration, per cui creò numerosi poster dal 1936 al 1939. Durante gli anni quaranta lavorò come illustratrice per Life e Coronet e le sue opere furono esposte alla New York Public Library (1942), Art Directors Club of New York (1946) e Pierpont Morgan Library (1946).
Morì a New York nel 1973.